# Matías Caruzzo
Matías Nicolás Caruzzo (Buenos Aires, 15 agosto 1984) è un ex calciatore argentino, di origini italiane, di ruolo difensore.

## Carriera
Ha giocato in tutta la sua carriera calcistica nella prima divisione argentina.

## Palmarès

### Club

#### Competizioni nazionali
- Copa Argentina: 1

Rosario Central: 2017-2018